# De terugreis
De terugreis is een Nederlands-Belgische roadmovie uit 2024, geschreven door Marijn de Wit en geregisseerd en mede geschreven door Jelle de Jonge. De hoofdrollen worden vertolkt door Leny Breederveld en Martin van Waardenberg.

## Verhaal
Jaap (Martin van Waardenberg) en Maartje (Leny Breederveld) zijn al bijna 50 jaar samen. De nukkige Jaap heeft niet veel zin meer om dingen te ondernemen, terwijl Maartje nog vol levenslust zit maar ook verward is. Als het echtpaar een brief ontvangt van een oude vakantievriend, wil Maartje hem gaan bezoeken in Spanje terwijl Jaap zich met grote tegenzin laat overhalen om hem op te zoeken. De twee rijden in hun oude auto al kibbelend naar hun bestemming, maar ook de ene herinnering na de andere ophalend. Onderweg komt Jaap tot het pijnlijke besef dat zijn vrouw dementerend is en realiseert hij zich dat alles wellicht anders gaat worden.

## Rolverdeling
| Acteur                 | Personage |
| ---------------------- | --------- |
| Leny Breederveld       | Maartje   |
| Martin van Waardenberg | Jaap      |
| Janni Goslinga         | Jolanda   |
| Trudy de Jong          | Corry     |
| Paul Kooij             | Peter     |
| Annemarie Prins        | Jet       |

## Productie
De terugreis is een productie van het Nederlandse Hazahah Pictures in coproductie met het Belgische Menuetto Film. De filmopnames vonden plaats in de lente van 2022.

## Release en ontvangst
De terugreis ging op 21 maart 2024 in première. De film werd geselecteerd als Nederlandse inzending voor de beste niet-Engelstalige film voor de 96ste Oscaruitreiking. De film werd bekroond als Gouden Film en had al 250.000 bioscoopbezoekers in september 2024. Tijdens het Nederlands Film Festival werd de film genomineerd voor drie Gouden Kalf-filmprijzen, en won er twee waaronder die voor beste speelfilm en die voor beste hoofdrol.

## Prijzen en nominaties
De belangrijkste:
| Jaar | Prijs       | Categorie                | Genomineerde(n)                       | Uitslag     |
| ---- | ----------- | ------------------------ | ------------------------------------- | ----------- |
| 2024 | Gouden Kalf | Beste speelfilm          | Maarten Kuit en Jeroen van den Idsert | Gewonnen    |
| 2024 | Gouden Kalf | Beste hoofdrol speelfilm | Leny Breederveld                      | Gewonnen    |
| 2024 | Gouden Kalf | Beste Production Design  | Kurt Loyens                           | Genomineerd |